# Lijst van voetbalinterlands Bosnië en Herzegovina - Wales
Deze lijst van voetbalinterlands is een overzicht van alle officiële voetbalwedstrijden tussen de nationale teams van Bosnië en Herzegovina en Wales. De landen speelden tot op heden vier keer tegen elkaar, te beginnen met een vriendschappelijke interland op 12 februari 2003 in Cardiff. Het laatste duel, een kwalificatiewedstrijd voor het Europees kampioenschap voetbal 2016, werd gespeeld in Zenica op 10 oktober 2015.

## Wedstrijden
| № | Plaats   | Datum            | Competitie           | Wedstrijd                     | Uitslag |
| - | -------- | ---------------- | -------------------- | ----------------------------- | ------- |
| 1 | Cardiff  | 12 februari 2003 | Vriendschappelijk    | Wales – Bosnië en Herzegovina | 2 – 2   |
| 2 | Llanelli | 15 augustus 2012 | Vriendschappelijk    | Wales – Bosnië en Herzegovina | 0 – 2   |
| 3 | Cardiff  | 10 oktober 2014  | EK 2016 kwalificatie | Wales – Bosnië en Herzegovina | 0 – 0   |
| 4 | Zenica   | 10 oktober 2015  | EK 2016 kwalificatie | Bosnië en Herzegovina – Wales | 2 – 0   |

## Samenvatting
| Competitie        | Totaal gespeeld | Winst Bosnië en Her. | Gelijk | Winst Wales | Doelsaldo Bosnië en Her. – Wales |
| ----------------- | --------------- | -------------------- | ------ | ----------- | -------------------------------- |
| EK-kwalificatie   | 2               | 1                    | 1      | 0           | 2 − 0                            |
| Vriendschappelijk | 2               | 1                    | 1      | 0           | 4 − 2                            |
| Totaal            | 4               | 2                    | 2      | 0           | 6 − 2                            |

Wedstrijden bepaald door strafschoppen worden, in lijn met de FIFA, als een gelijkspel gerekend.

## Details

### Eerste ontmoeting
De eerste ontmoeting tussen Bosnië en Herzegovina en Wales vond plaats op 12 februari 2003. Het duel, gespeeld in het Millennium Stadium (21.456 toeschouwers) in Cardiff, stond onder leiding van scheidsrechter David Malcolm uit Noord-Ierland. Hij deelde geen kaarten uit. Kenan Hasagić (FK Željezničar), Džemal Berberović (FK Sarajevo) en invaller Mirko Hrgović (NK Široki Brijeg) maakten hun debuut voor Bosnië en Herzegovina.
| Vriendschappelijk (Cardiff, Wales, 12 februari 2003): |              | |
| Wales | 2 – 2        | Bosnië en Herzegovina |
| Robert Earnshaw 8' John Hartson 74' | goals        | 5' Elvir Baljić 54' Sergej Barbarez |
| Mark Hughes | bondscoach   | Blaž Slišković |
| Darren Ward 46' Rhys Weston 60' Gary Speed Andy Melville Robert Page Mark Pembridge Robbie Savage 87' Simon Davies Craig Bellamy John Hartson 80' Robert Earnshaw 73' | opstellingen | Kenan Hasagić Džemal Berberović Vedin Mušić Muhamed Konjić 90' Bulend Biščević Mirsad Hibić 89' Elvir Bolić Mirsad Bešlija 80' Sergej Barbarez 80' Vlado Grujić 88' Elvir Baljić |
| Mark Crossley 46' Matthew Jones 60' Jason Koumas 73' Gareth Taylor 80' John Oster 87'                                                                                 | wissels      | 80' Siniša Mulina 80' Mirko Hrgović 88' Nenad Mišković 89' Nedim Halilović 90' Admir Velagić                                                                                     |

### Tweede ontmoeting
De tweede ontmoeting tussen Bosnië en Herzegovina en Wales vond plaats op 15 augustus 2012. Het duel, gespeeld in Parc y Scarlets (6.253 toeschouwers) in Llanelli, stond onder leiding van scheidsrechter Marco Borg uit Malta. Hij deelde één gele kaart uit. Joel Lynch van Huddersfield Town FC maakte zijn debuut voor Wales, Bosnië en Herzegovina telde twee debutanten: Toni Šunjić (Zorya Luhansk) en Ivan Sesar (FK Sarajevo).
| Vriendschappelijk (Llanelli, Wales, 15 augustus 2012): |              | |
| Wales | 0 – 2        | Bosnië en Herzegovina |
| | goals        | 21' Vedad Ibišević 54' Miroslav Stevanović |
| Chris Coleman | bondscoach   | Safet Sušić |
| Boaz Myhill Andrew Crofts 88' Ashley Williams Neil Taylor Chris Gunter 69' Aaron Ramsey Darcy Blake 78' Joe Allen Gareth Bale 62' Sam Vokes 69' Simon Church 64' | opstellingen | Asmir Begović Emir Spahić 71' Boris Pandža 86' Mensur Mujdža 86' Adnan Zahirović 63' Miroslav Stevanović 82' Miralem Pjanić Senad Lulić Sejad Salihović 74' Vedad Ibišević Edin Džeko |
| Hal Robson-Kanu 62' Craig Bellamy 64' Sam Ricketts 69' Steve Morison 69' Joel Lynch 78' Robert Earnshaw 88'                                                      | wissels      | 63' Muhamed Bešić 71' Toni Šunjić 74' Muamer Svraka 89' Ivan Sesar 86' Damir Vrančić 86' Ognjen Vranješ                                                                               |
| | gele kaarten | 45' Boris Pandža |

### Derde ontmoeting
| EK 2016 kwalificatie (scheidsrechter Vladislav Bezborodov, Cardiff, 10 oktober 2014):                                                                     |              | |
| Wales | 0 – 0        | Bosnië en Herzegovina |
| | goals        | |
| Chris Coleman | bondscoach   | Safet Sušić |
| Wayne Hennessey Chris Gunter Neil Taylor Ashley Williams James Chester Ben Davies Gareth Bale Andy King Joe Ledley Jonathan Williams 82' Simon Church 65' | opstellingen | Asmir Begović Mensur Mujdža Toni Šunjić Muhamed Bešić Haris Međunjanin Anel Hadžić Miralem Pjanić Senad Lulić Tino-Sven Sušić 83' Vedad Ibišević Edin Džeko |
| Hal Robson-Kanu 65' George Williams 82' | wissels      | 83' Izet Hajrović |
| Neil Taylor 57' James Chester 70' Gareth Bale 71' Ashley Williams 71'                                                                                     | gele kaarten | 17' Anel Hadžić 34' Miralem Pjanić 72' Edin Džeko |

### Vierde ontmoeting
| EK 2016 kwalificatie (scheidsrechter Alberto Undiano Mallenco, Zenica, 10 oktober 2015):                                                                         |              | |
| Bosnië en Herzegovina | 2 – 0        | Wales |
| Milan Đurić 71' Vedad Ibišević 90+1' | goals        | |
| Safet Sušić | bondscoach   | Chris Coleman |
| Asmir Begović Emir Spahić 46' Mensur Mujdža Toni Šunjić Ervin Zukanović Anel Hadžić 89' Sejad Salihović Miralem Pjanić Senad Lulić Edin Višća 60' Vedad Ibišević | opstellingen | Wayne Hennessey Chris Gunter Neil Taylor Ashley Williams Jazz Richards Ben Davies Gareth Bale 75' Joe Ledley 84' Hal Robson-Kanu Aaron Ramsey 85' Joe Allen |
| Edin Cocalić 46' Milan Đurić 60' Ermin Bičakčić 89' | wissels      | 75' Sam Vokes 84' Simon Church 85' David Edwards |
| Emir Spahić 42' Asmir Begović 85' Toni Šunjić 85' | gele kaarten | 84' Aaron Ramsey |